# Sandra, princesse rebelle
Production
Diffusion
Sandra, princesse rebelle est une mini-série française en 8 épisodes de 90 minutes, créée par Pascal Bancou et José Luis de Vilallonga et diffusée entre le 8 septembre et le 27 octobre 1995 sur le réseau TF1. Il s'agit d'une histoire romanesque imaginée par Claude de Givray.
Elle fait partie de la saga de l'été, la première de la chaîne à ne pas être réalisée par Jean Sagols et à mettre en scène une actrice belge encore inconnue, Marie Verdi.

## Synopsis
Dans les années 1990, Sandra Francœur, sage-femme dans une maternité à Paris, qui mène une vie tranquille avec son mari, Pierre, et de son fils, Stéphane, apprend qu'elle est la fille du couple royal, Michel et Natacha Arkadine, assassiné en 1968 lors du renversement de la monarchie des Kroënies. Vu le manque d'engagement de son mari, elle décide de prendre son destin de princesse en main. Pour cela, elle doit d'abord s'accorder la confiance de son peuple.
Elle demande alors des subventions à l'État français pour pouvoir subvenir aux problèmes de son royaume. Elle tombe amoureuse d'Ivan, mais son rang de princesse suscite les plus viles jalousies : un certain Zoltan Kouros, un richissime banquier originaire des Kroënies, veut lui faire épouser son frère, Simon, sinon elle ne reverra jamais son fils…

## Distribution
Sauf indication contraire ou complémentaire, les informations mentionnées dans cette section proviennent du générique de fin de l'œuvre audiovisuelle présentée ici.

### Acteurs principaux
- Marie Verdi : Sandra Francœur / Alexandra Arkadine
- David Soul (VF : Vincent Grass)[4] : Zoltan Kouros
- Jean-Claude Brialy : Jean Duplessis
- Andréa Ferréol : Jacqueline Duplessis

### Acteurs secondaires
- Jean-Pierre Kalfon : Alexis Baruk
- Nathalie Nell : Ludmila Hoffman
- Viktor Lazlo : Beverly Richardson
- David Lowe : William Beattle
- Jacques Penot : Simon Kouros
- Patrick Fierry : Pierre Francœur
- Bernard Yerlès : Ivan Baruk
- Alicia Alonso : Carole Duplessis
- Cécile Auclert : Isabelle
- Sylvain du Peloux : Stéphane

### Acteurs récurrents
- Didier Sandre : Bela Rochas
- Jean-Pierre Stewart : Mino
- Frédéric Deban : Angelo
- Paul Barge : Jérôme Verniot
- Dominique Thomas : Michel Arkadine
- Coralie Revel : Lalie Jankis
- Jacques Dacqmine : Romain Kouros

## Épisodes
Les épisodes sont diffusés sur TF1, entre le 8 septembre et le 27 octobre 1995.
1. La Princesse secrète
2. La Décision
3. Retour au pays
4. Premières Armes
5. L'Œil du cyclone
6. La Lutte
7. La Nuit obscure
8. Délivrance

## Production

### Genèse et développement
Sandra, princesse rebelle est une histoire romanesque imaginée par Claude de Givray, responsable de la fiction française du TF1, qui a invité les scénaristes, Pascal Bancou, Sylvie Coquart, Bernard Granger et Mireille Lanteri, à « ne pas hésiter à se faire plaisir, voire à délirer un peu ».

### Tournage
Le tournage, ayant pour une durée de six mois, commence à Paris, puis au Portugal et à Prague, en République tchèque, pour le monastère de Strahov et non loin du château, où il prend fin en juin 1995.

### Musique
La musique de la mini-série est composée par Serge Franklin. La chanson du générique Princesse rebelle est interprétée par Demis Roussos.
Liste de pistes
1. Princesse rebelle (2:36)
2. Messe du couronnement (3:10)
3. Valse du palais (2:55)
4. La nuit obscure (2:58)
5. Hymne : Quid volo deus amat (0:48)
6. La terre natale (2:05)
7. Réception des ambassades (2:31)
8. Le chant de la rivière (1:40)
9. La porte ensanglantée (1:51)
10. Turkish Marquet (2:06)
11. Face à face (3:21)
12. La cicatrice (1:56)
13. Beverly Blues (1:29)
14. La fin d'un amour (2:15)
15. Rapt (1:54)
16. La vérité (2:37)
17. Izmir Airport (2:59)
18. Un tueur passe (2:23)
19. Suicide (2:27)
20. Zoltan Kouros (1:35)
21. Danse des fous (1:57)

### Fiche technique
Sauf indication contraire ou complémentaire, les informations mentionnées dans cette section proviennent du générique de fin de l'œuvre audiovisuelle présentée ici.
- Titre original : Sandra, princesse rebelle
- Création : Pascal Bancou et José Luis de Vilallonga
- Réalisation : Didier Albert
- Scénario : Pascal Bancou, Sylvie Coquart, Bernard Granger et Mireille Lanteri, d'après une idée de Claude de Givray[1]
- Musique : Serge Franklin
- Décors : Robert Voisin
- Costumes : Laurence Brignon
- Photographie : Claude Robin et Roland Dantigny
- Montage : Claudine Chaudagne et Nicole Pellegrin
- Production : Pascale Breugnot
- Production exécutive : Michel Mintrot et Jean-Michel Taillefer
- Société de production : Banco Production
- Société de distribution : TF1 Télévision
- Budget : 64 millions de francs[1]
- Pays de production :  France
- Langue originale : français
- Format : couleur – 1,33:1 – son stéréo[8]
- Genre : aventure, drame, mystère, romance
- Durée : 90 minutes
- Date de première diffusion :
  - France : 8 septembre 1995 sur TF1

## Accueil

### Audiences
Selon Médiamétrie, le premier épisode, diffusé le vendredi 8 septembre 1995, à 20 h 50, compte 5,8 millions de téléspectateurs et représente comme un échec pour TF1 bien que la série Maigret, sur France 2, ait rassemblé quelque 100 000 de plus.

### Critiques
Nadine Burcharles, du magazine de presse Télé 7 jours, partage « ce pur divertissement, réalisé avec les moyens nécessaires et porté par une brillante distribution, se révèle très amusant quand on s'y laisse prendre. ».
Sylvie Kerviel, journaliste de Le Monde, révèle bien « une poignée d'acteurs Andréa Ferréol, Jean-Claude Brialy, Jean-Pierre Kalfon, aimés du grand public ; des décors plages du littoral adriatique et châteaux de Bohême à faire rêver les midinettes ; une histoire enfin, invraisemblable mais cohérente (…). « Sandra » ou les aventures de Cendrillon égarée à Dallas. (…) Les scénaristes ont-ils trop « déliré » ? Les histoires de princesse ne font-elles plus rêver ? ».